# Keaton McCargo
Pour les articles homonymes, voir McCargo.
Keaton McCargo, née le 10 juillet 1995 à Telluride au Colorado aux États-Unis, est une skieuse acrobatique américaine.
En 2017, elle termine en dixième position lors des championnats du monde de ski de bosse. Elle fait partie de l'équipe olympique américaine pour les jeux olympiques d'hiver de 2018 et se qualifie pour la finale en bosses. Elle termine en 8e position.